# ジェームズ・ファーレー郵便局
ジェームス・ファーレー郵便局 (James A. Farley Post Office) は、ニューヨーク市の中央郵便局である。現在は隣接するペンシルベニア駅の機能を補完する施設が入居している。

## 概要
ジェームス・ファーレー郵便局は古い中央郵便局ビルと西の新館から構成されている。メインの建物は1912年に竣工し、アメリカ合衆国郵便公社の信条 (en) が刻まれた碑文が有名である。曰く「雪であろうと雨であろうと灼熱であろうと夜の暗闇であろうと約束の期間での迅速な配達が妨げられることはない」(Neither snow nor rain nor heat nor gloom of night stays these couriers from the swift completion of their appointed rounds.) 。この建物はアメリカ合衆国国家歴史登録財に登録されている。
敷地はウエストサイド・マンハッタン、ミッドタウン／チェルシーのグリッド状の区画を2ブロック8-エーカー (32,000 m2)を占める。31丁目と33丁目の間にあり、正面はチェルシーに面している。8番街の向かいにはペンシルベニア駅とマディソン・スクエア・ガーデンがある。住所は8番街421番地で、郵便番号は10001が当てられている。
郵便を鉄道輸送していた時代の名残で、建物は北東回廊の軌道の直上にあり、地下貨物ホームと直結している。
1982年にこの建物は公式にThe James A. Farley Buildingと命名された。これは第53代アメリカ合衆国郵政長官のジェームス・ファーレー (en) の業績を讃えるものである。
ジェームス・ファーレー郵便局は1947年の古典的映画「三十四丁目の奇蹟」で一躍有名になった"サンタ作戦" (en) のホームでもある。
ジェームス・ファーレー郵便局は365日24時間営業しているニューヨーク市で唯一の郵便局であったが、2009年にアメリカ合衆国郵便公社の深刻な経営難により10:00 p.mまでの営業となった。

## 改築
2021年1月、改築工事が完了した。郵便施設が大幅に縮小され、鉄道施設と商業施設が多数入居した。建物の中心にある「モイナハンホール」は自然光の入る明るい空間となっており、地下のプラットフォームと直結している。ペンシルベニア駅の「西口」の役割が与えられており、ハドソン・ヤード地区と連絡している。

## ギャラリー

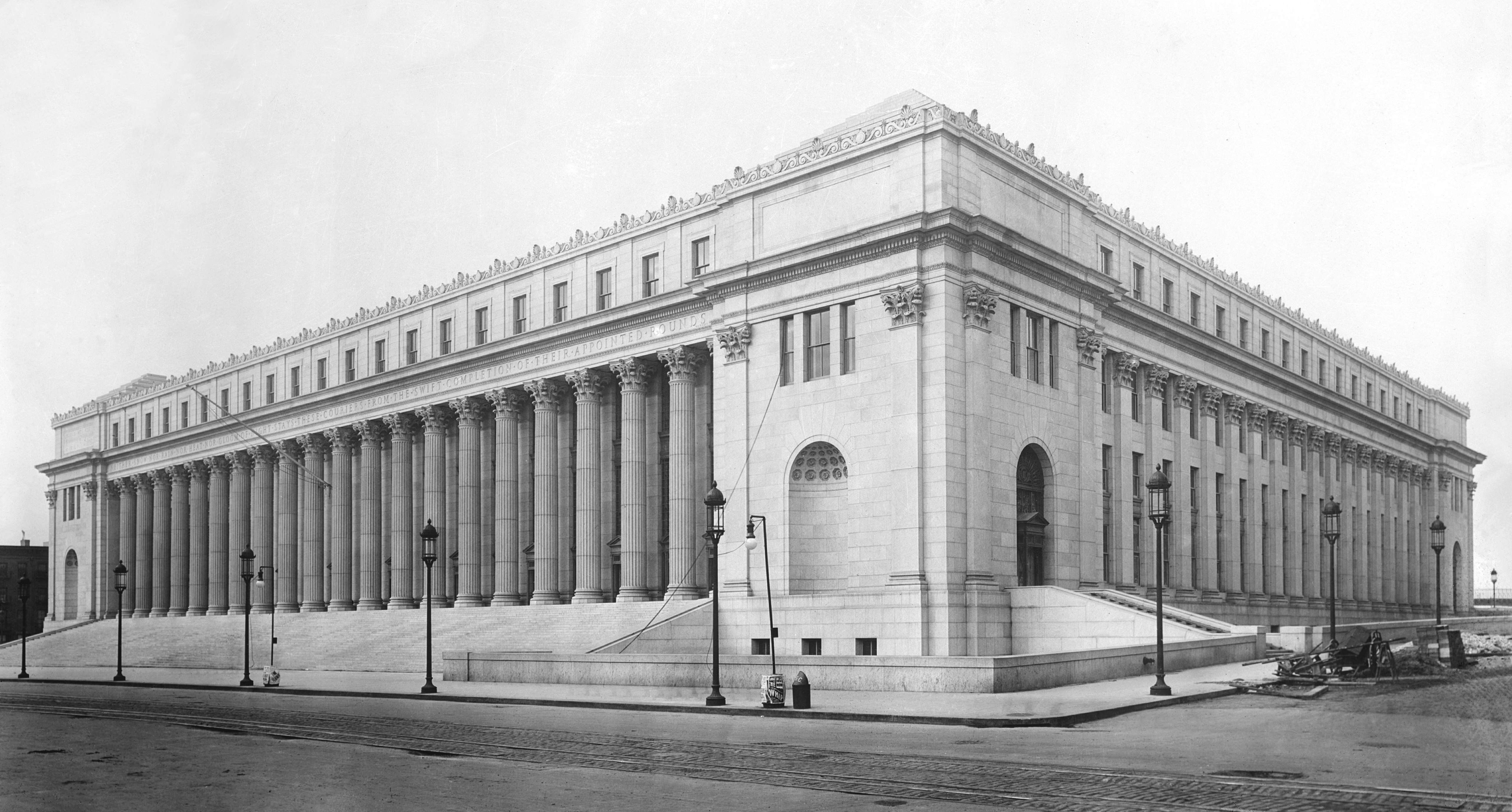
1912年頃
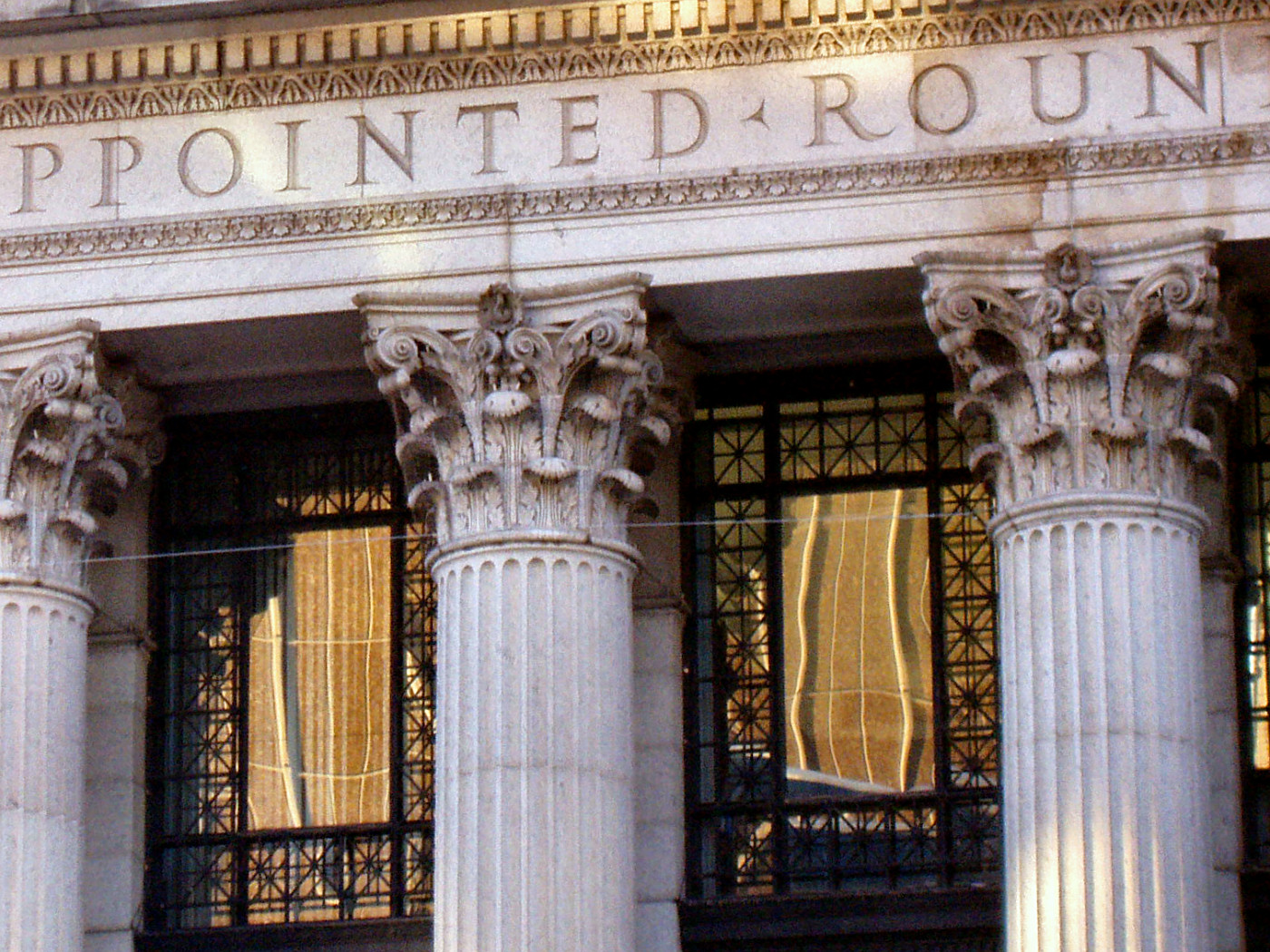
コリント式の列柱
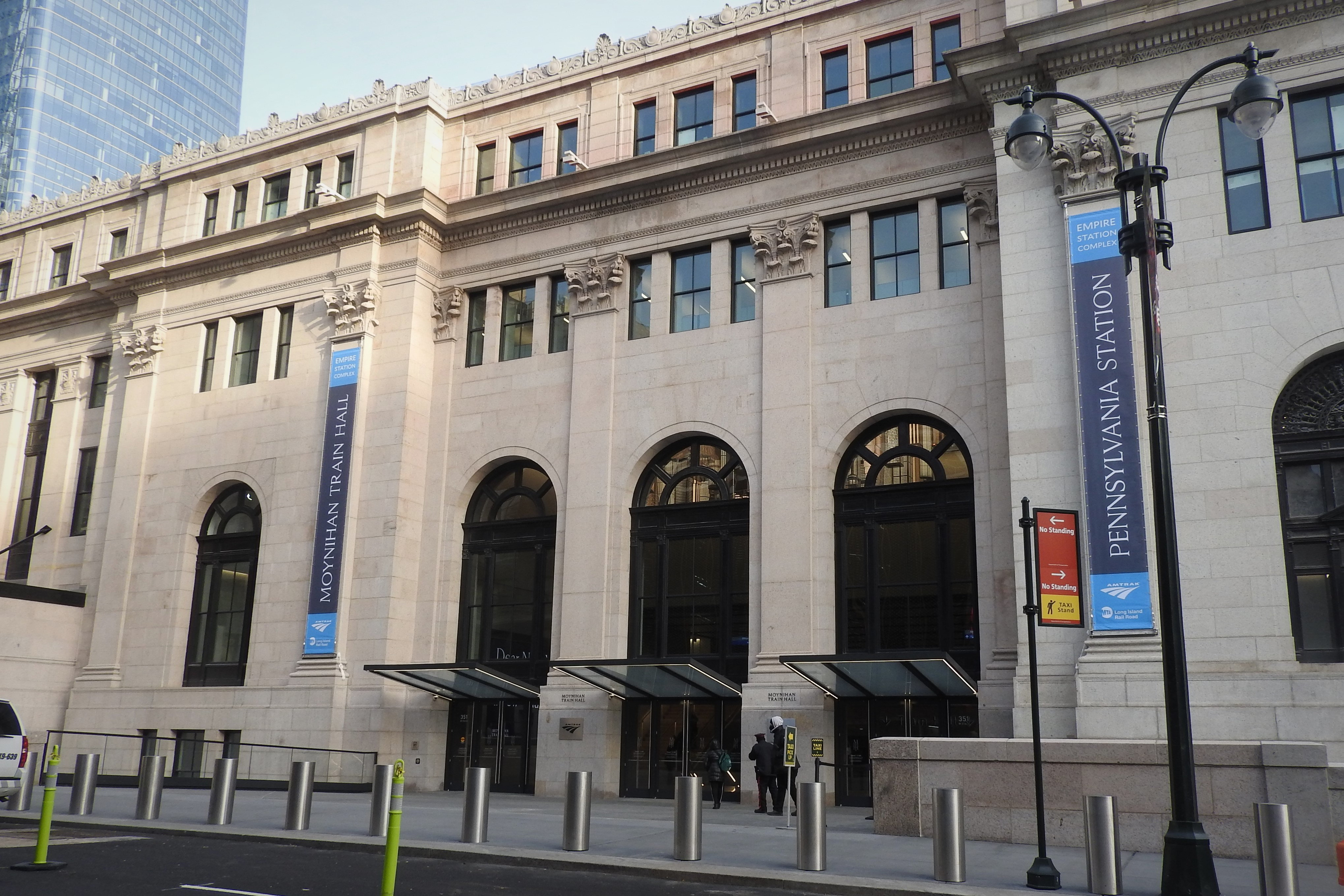
南側入り口
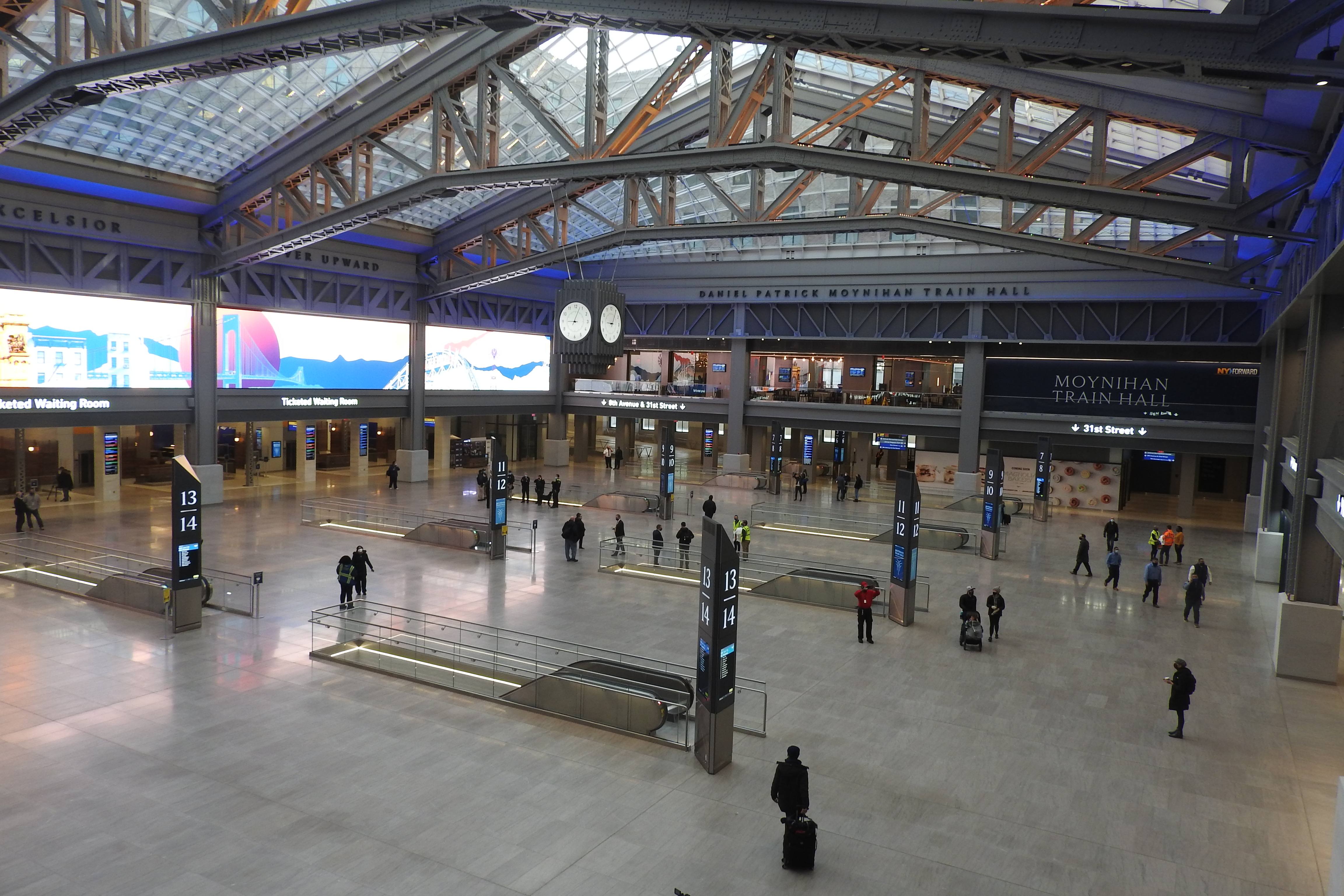
モイナハンホール
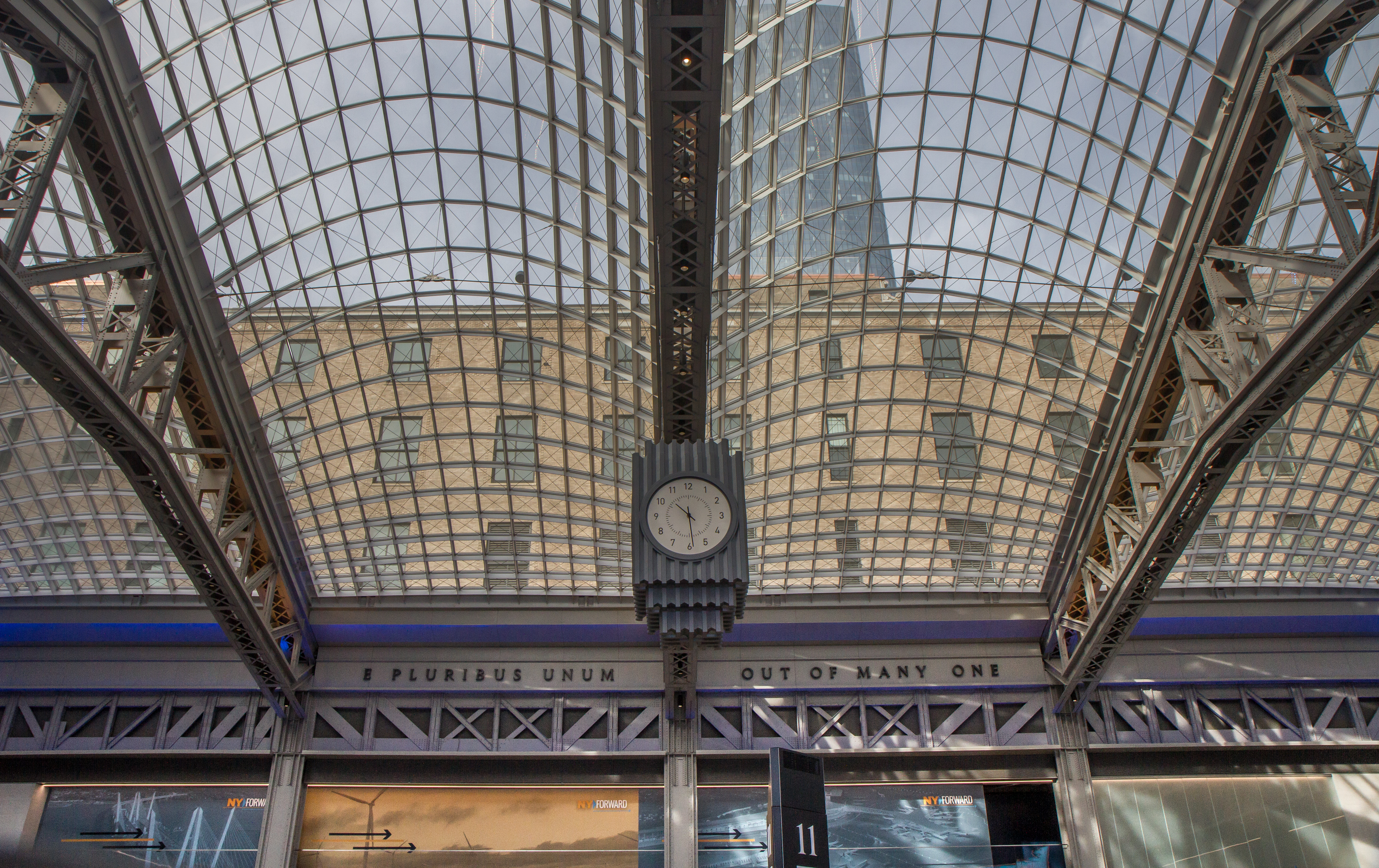
屋根の造形